# Шифман, Зиновий Борисович
Зиновий Борисович Шифман (род. 5 сентября 1951, Москва, СССР) — российский учёный-экономист, специалист по экономике пищевой промышленности, доктор экономических наук, профессор кафедры «Организация производства и маркетинг» Московского государственного университета пищевых производств.
Окончил Всесоюзный заочный институт пищевой промышленности по специальности «Планирование промышленности» (1974) и аспирантуру по специальности «Экономика, организация управления и планирования народного хозяйства» (1984). Докторская диссертация (2000) — по проблематике перехода хлебопекарных предприятий на рыночные отношения.
Работал заведующим отделом экономических исследований в Государственном научно-исследовательском институте хлебопекарной промышленности, генеральным директором Центра маркетинга «Экспохлеб» (организатора отраслевых выставок и ярмарок), Научно-производственной фирмы «Техномельсервис», Торгово-промышленной компании «Хлебное дело», Научно-производственной фирмы «Продтехобслуживание». На кондитерско-булочном комбинате «Звёздный» занимал пост заместителя генерального директора по экономике и финансовым вопросам.
Стоял у истоков организации Российского союза пекарей в 1993 г., был в нём председателем комитета по экономике и нормативным актам, один из создателей Московской гильдии пекарей.
Включён в Каталог «Элита московского бизнеса—95».
Автор более 150 научных трудов по экономике пищевой промышленности, в которых разработаны теоретические и практические основы совершенствования хозяйственного механизма хлебопекарных предприятий. Среди публикаций монографии «Механизация погрузочно-разгрузочных и транспортно-складских работ в хлебопекарной промышленности», «Экономика хлебопекарного производства: Повышение эффективности» и «Справочник экономиста хлебопекарной промышленности», учебники «Экономика, организация и планирование хлебопекарного производства», «Планирование на предприятиях пищевой промышленности», «Малый бизнес», серия брошюр и статей в отраслевых и деловых журналах.